# Chodaki (obwód winnicki)
Chodaki (ukr. Ходаки) – wieś na Ukrainie, w obwodzie winnickim, w rejonie barskim.
Wieś bojarska położona była w pierwszej połowie XVII wieku w starostwie niegrodowym barskim w województwie podolskim. Odpadła od Polski w wyniku II rozbioru.